# Vallecalle
Vallecalle (in corso Vallecalle) è un comune francese di 110 abitanti situato nel dipartimento dell'Alta Corsica nella regione della Corsica.

## Società

### Evoluzione demografica
Abitanti censiti